# Gare de Meung-sur-Loire
Gare de Meung-sur-Loire – stacja kolejowa w Meung-sur-Loire, w departamencie Loiret, w Regionie Centralnym, we Francji.
Jest stacją Société nationale des chemins de fer français (SNCF), obsługiwanym przez pociągi Intercités i TER Centre.

## Położenie
Znajduje się na wysokości 103 m n.p.m. na km 140,685 linii linii Paryż – Bordeaux, pomiędzy stacjami Saint-Ay i Baule.

## Usługi
Stacja jest obsługiwana przez pociągi TER Centre kursujące między Tours i Orleanem.